# Кућа Зехре Бахтијаревић
Кућа Зехре Бахтијаревић је национални споменик Босне и Херцеговине. Налази се у Бања Луци, недалеко од тврђаве Кастел. Кућа је саграђена крајем 19. века и припада традиционалном тип градских кућа из османског периода.

## Локација споменика
Кућа Зехре Батијаревић налази се у улици Проте Теодора Срдића број 2. Саграђена је на десној обали реке Врбас, недалеко од градског моста и тврђаве Кастел. Стамбени објекат се налази на плацу површине 1306 квадратних метара. У периоду изградње, место где се налази кућа било је познато као Мала чаршија и била је четврта по реду бањалучка чаршија. Први писани подаци о објекту налазе се у аустроугарској геодетској карти из 1884. године и потичу из периода када је Босна и Херцеговина била под Аустроугарском управом.

## Опис добра
Кућа Зехре Батијаревић је примерак градске куће из краја 19. века. Правоугаоне је основе која заузима површину од око 110 квадратна метра. Приземље је карактеристично по дебелим зидовима чија се дебљина креће од 45 до 72 центиметра. У објекат се улази кроз масивна двокрилна врата. У централном делу приземља налази се хајат (дугачки пространи ходник) са дрвеном таваницом. Из ходника се приступа магази (складиште, остава) која је преграђена једним зидом и подељена у две мање просторије. С друге стране ходника приступа се кухињи и соби које су међусобно повезане вратима. У другој половини 20. века, у приземљу је дограђено купатило којем се приступа из кухиње. На крају ходника налази се двократно степениште. Једним степеништем долази се до спрата куће а другим воде на камарију (веранда) и диванхану (соба за седење, послуживање и разговарање). На спрату се налазе четири собе за спавање. Камарија која гледа на башту, одвојена је од диванхана дрвеном преградом. Велики димњак у једној од соба указује на могућност да је кухиња првобитно била смештена на спрату куће и да је била повезана са водницом каја се налазила надомак куће. Водница у којој је био нужник и посуде са водом у међувремену је срушена и остали су само остаци темеља.
Кућа је грађена од традиционалних материјала са ових простора. За изградњу приземља коришћен је камен и ћерпич а за спратну етажу коришћен је ћерпич и дрво. Дебљина зидова на спрату износи од 18 до 19 центиметара. Кровна конструкција је од дрвета, а за покривање коришћен је цреп.
Већи део куће је задржао аутентичну архитектуру. Значајније уређење куће било је након земљотреса 1969. године у којем је кућа оштећена. Делови зидова су накнадно малтерисани а поједини преградни зидови на спрату су замењени зидовима с пуном опеком. Поједини прозори у приземљу су зазидани. Испитивањем је утврђено да према врсти тесарских радова и коришћених везивних материјала кућа датира из времена аустроугарске управе.

## Степен заштите
Априла 2007. године Комисија за очување националних споменика Босне и Херцеговине добила је предлог Зехре Бахтијаревић из Бања Луке предлог да се њена кућа прогласи културним добром. На основу предлога и урађене анализе, чланови комисије су октобра 2010. године донели одлуку да се кућа, окућница и башта прогласе националним спомеником.